# Томилівка
Томи́лівка — село в Україні, у Білоцерківському районі Київської області. Входить до складу Білоцерківської міської громади. Населення становить 1123 осіб.

## Місцевість
Село лежить на рівнині, тому течія р. Рось тут повільна. Внаслідок цього річка замулюється. стає мілководною. На водоймі селяться дикі качки. Річка багата на рибу. На полях і в лісах місцевості водяться куниці, тхори, зайці, лисиці, козулі, кабани..
Томилівка поділяється на частини-кутки: Голубівка, Валок, Савицьківка, Михайлюківка, Новоселиця. Більшість цих назв склалася історично і походить від прізвищ родин, які там проживали.

## Історія

### Походження назви
Про виникнення назви села Томилівка достовірних даних немає. Але відомо кілька переказів, що ґрунтуються на народній етимології, за якою назва Томилівка с похідною ви слова «ВТОМИТИСЯ». В одному " них йдеться про те. що в давні часи на місці нинішньої Томилівки стояло маленьке село. Одного дня сюди зайшов подорожній. Він був дуже стомлений і хотів відпочити та піти до найближчої оселі. Вся місцина, якою ішов подорожній, була вкрита пісками (судячи з опису, нинішня Голубівка). ноги подорожнього вгрузали. і він, нарешті, сів спочити зі словами: «Ох. так втомився! Це не село, а якась томилівка». Відтоді село і стало називатися Томилівка.
Найбільш імовірно, що походження назви села пов'язане із поширенням у минулому в слов'янській антропології імен із суфіксом;— -ило: Томило (від Томислав). Можна припустити, що назва села походить віл імені господаря садиби хутора, на місці якої згодом утворилося значніше поселення.

### Новий час
Вперше документально Томилівка згадується в «Люстрації Білоцерківського староства 1622 р.» у переліку сіл та хуторів. що належали цьому староству: «…Остріцьки на Узені. Томилово. Сухоліси…»
На загальній і регіональних картах України Гійома де Боплана, матеріали для якої він збирав під час своєї служби з 1630 р. по 1647 р. у військах Речі Посполитої, що дислокувалися на території України, нанесено поряд з навколишніми населеними пунктами і Томилівку.
Наступна згадка про село датована вже 1765 р. На той час, за люстрацією, у Томилівці налічувалося 36 господарств, які виплачували чинш у розмірі 262 злотих 2 гроші, подорощина — 24 злотих 24 гроші і ставчизна — 4 злотих 24 гроші.
З 1774 р. у Томилівці розмішувався один з численних фільварків графа Браницького.
На початку XIX ст. у селі налічувалося близько 50 дворів.
Напередодні 1861 р. село Блощинці та «деревні Томилівка і Чевелівка» були об'єднані в єдину Блощинецьку парафіяльну округу церкви Святого Миколая. Населення Томилівки становило 550 осіб. При парафії існувала церковнопарафіяльна школа.
За даними 1913 р. у Томилівці було вже 152 садиби, проживати 520 селян.

### Радянська доба
У 1918—1919 рр., у період, який помилково називають громадянська війна, селяни змушені були сформувати збройну дружину для захисту свого села. У 1918 р. 100 озброєних томилян виступили проти німецьких військ, у 1920 р. — протистояли полякам. Тоді ж у селі створено сільську раду та комнезам.
У 1922 р. в Томилівці налічувалося 328 господарств і проживали 1442 особи. У селі працювали сільськогосподарське та меліоративне товариства, споживчий кооператив, кооперативна та приватна крамниці, вітряк, драч, 2 олійні, 18 кустарно-ремісничих господарств. Діяли школа 1 ступеня та лікнеп. У 1930 р. в Томилівській школі І ступеня навчалися 196 учнів.
Станом на 1928 р. селяни збирали по 8-10 ц/га зернових, по 90-100 ц/га цукрових буряків.
У 1923 р. створено Білоцерківську округу. Томилівка стала центром селищної ради Білоцерківської округи.
У 1929 р. в селі розпочато колективізацію, створено артіль «Нове життя», у 1930 р. її реорганізовано в однойменний колгосп.
У часи Голодомору 1932—1933 рр. померли 117 томилян. На честь загиблих у селі зведено курган «Жертвам Голодомору 1932—1933 рр.». Поруч з курганом у 2009 р. встановлено пам'ятник «Жертвам Голодомору 1932—1933 рр.» у вигляді скорботної жінки-матері.
У 1931 р. в колгоспі налічувалося 89 господарств, у 1933 р.-277. у 1940 р.-298 господарств. Було збудовано 3 тваринницькі
ферми — конеферму. свиноферму та ферму великої рогатої худоби. Колгосп «Нове життя» У довоєнний період вважався одним з передових на Білоцерківщині.
Розвивалась і освіта в Томилівці. Восени 1932 р. в школі відкрито п'ятий клас, а у 1935 р. була вже семирічка.
У роки Німецько-радянської війни з Томилівки мобілізовано до окупаційної регулярної армії 120 осіб. 270 томилян працювали на оборонних роботах. У боях відзначилися: Степан Кузьмич Михайлюк, що пройшов війну від солдата до підполковника; офіцери — брати Григорій Андрійович та Олександр Андрійович Архипенки, Василь Білобров та інші.
24 липня 1941 р. німці окупували село. Понад 60 томилян відправлено на примусові роботи до Німеччини.
Відвоювання села відбулося 6 січня 1944 року.
За активну боротьбу з німецько-нацистськими завойовниками та на трудовому фронті 95 жителів Томилівки нагороджено орденами та медалями.
Відразу після відвоювання сталіністи відновили колгосп «Нове життя*. Вже у березні 1960 р. на базі колгоспу с. Заріччя та колгоспу „Нове життя“ створено радгосп „Білоцерківський“, відділком якого стала Томилівка.
У 1952 р. в школі відкрито восьмий клас, а в 1955 р. здійснено перший випуск. З 1953 р. по 1979 p. школою керував Макар Петрович Проценко. Педагогічний колектив працював під керівництвом директора, якому допомагав заступник директора Михайло Степанович Барабоха.
Все своє життя працювали в школі: викладач російської мови і літератури Олексій Йосипович Чередніченко (з 1944 р.), викладачка української мови і літератури Галина Іванівна Логвиненко (з 1957 p.). вчитель англійської мови Петро Артемович Пащенко (з 1954 p.), вчитель математики Петро Якович Бердник (з 1949 p.).
Лише у 1950—1960 pp. почалося будівництво житла для селян. У середині 60-х років у Томилівці було понад 300 будинків. Тоді ж у селі почали працювати комбінований дитячий майданчик, сезонні літні дитячі ясла. ФАП. клуб, бібліотека, вже діяли поштове відділення, телеграф. До кінця 1960-х(!) років село було електрифіковано та радіофіковано. Станом на 1 січня 1963 р. у селі мешкали 1348 осіб.

### Роки незалежності
У 1992 р. розпочалася газифікація села, яка завершилась через два роки.
На початку 1990 р. на базі відділу Томилівка» створено радгосп «Томилівський», який очолив С. П. Вахній. У 1994 р. радгосп реформовано в АФ «Томилівська».
З 1993 р. по 1995 р. місцевими силами зведено церкву Різдва Пресвятої Богородиці.
Швидко розвивалася інфраструктура села. У березні 2000 р. агрофірму реформовано в ТОВ «Земля Томилівська». Згодом поряд з'явилося ФГ «Томилівське».
У 2002 р. до 100-річчя школи відкрито шкільний музей.
У 2008 р. в Томилівці збудовано спортивний зал. Відкриття планується у 2013 р.
В адміністративних межах Томлівської сільської ради з 2008 р. працює ТОВ «Білоцерківський молочний комбінат» з проектною потужністю — переробка 200 т сировини щодоби. Директор — В. О. Кравчук. ТОВ «Білоцерківський молочний комбінат» надає 286 робочих місць. Із 2015 року перейменований у ТОВ «Молочна компанія „МІЛК ЛАЙН“» (входить до Терра Фуд).
Нині в селі діють ФАП, Будинок культури, бібліотека, мережа магазинів різних форм власності. Томилівське НВО «ЗОШ І-ІІІ ступенів — ДДЗ» відвідують 16 вихованців дитячого садка та 116 учнів. Дітей навчають 25 педагогів.
У Томилівці діє самодіяльний хор, який є учасником усіх сільських і районних свят.

## Населення

### Мова
Розподіл населення за рідною мовою за даними перепису 2001 року:
| Мова            | Кількість | Відсоток |
| --------------- | --------- | -------- |
| українська      | 1097      | 97.69%   |
| російська       | 24        | 2.14%    |
| болгарська      | 1         | 0.09%    |
| інші/не вказали | 1         | 0.08%    |
| Усього          | 1123      | 100%     |

## Мешканці
В селі народився Кириченко Микола Овксентійович (1925—2005) — український художник і мистецтвознавець.